# Jindřich Pyšný
Jindřich Pyšný (asi 1108 – 20. října 1139, Quedlinburg) byl vévodou bavorským, saským a markrabětem toskánským. Roku 1138 se ucházel o titul římsko-německého krále.

## Původ
Narodil se z manželství bavorského vévodského páru. Otec, bavorský vévoda Jindřich IX. Černý, byl synem vévody Welfa I. a náležel k přednímu německému šlechtickému rodu Welfů. Matkou byla saská princezna Wulfhilda, dcera vévody Magnuse a jeho manželky Sofie Uherské, která byla dcerou krále Bély I.

## Život
29. května 1127 se oženil s dcerou saského vévody a pozdějšího císaře Lothara III., Gertrudou Saskou.

## Potomci
- Jindřich Lev (1129–1195), bavorský a saský vévoda

1. 1148/1149 Klementina Zähringenská, dcera vévody Konráda I.
2. 1165/1168 Matylda Anglická, dcera anglického krále Jindřicha II.